# تپه لته چغا
تپه لته چغا (هـ -۷۶) مربوط به دوره اشکانیان - دوره ساسانیان است و در شهرستان هرسین، روستای عزیزآباد واقع شده و این اثر در تاریخ ۲۴ فروردین ۱۳۸۲ با شمارهٔ ثبت ۸۱۵۵ به‌عنوان یکی از آثار ملی ایران به ثبت رسیده است.